# Immeuble au 2 rue du Château
L'immeuble au no 2 de la rue du Château est un bâtiment situé à Fontainebleau, en France. Il est partiellement inscrit aux monuments historiques depuis 1931.

## Situation et accès
L'édifice est situé au no 2 de la rue du Château, à l'angle de la place d'Armes, dans le centre-ville de Fontainebleau, et plus largement au sud-ouest du département de Seine-et-Marne.

## Historique

### Mosaïque d'Invader
En février 2023, l'artiste français Invader, dans le cadre de son projet Space Invaders, réalise une mosaïque représentant un château (nom de code : FTBL_04) sur la façade du bâtiment côté rue du Château.

## Structure
L'édifice évolue sur quatre niveaux et se compose de trois travées du côté de la rue du Château et d'une seule du côté de la place d'Armes.

## Statut patrimonial et juridique
La façade et la toiture sur la place d'Armes font l'objet d'une inscription au titre des monuments historiques par arrêté du 7 octobre 1931, en tant que propriété privée.